# Сноу (остров)
Сноу (Малък Ярославец, Невада) (на английски: Snow Island) е десетият по големина остров в Южните Шетландски острови, разположени в крайната югозападна част на Атлантическия океан. Остров Сноу се намира в западна част на архипелага, като протока Байд го отделя от разположения югозападно от него остров Смит, а протока Мортън на североизток – от остров Ливингстън. Дължина от североизток на югозапад 16 km, ширина до 8 km, площ 120,4 km². Бреговата му линия с дължина 58 km е слабо разчленена. Релефът му е куполовиден, като в централната му част се издига до 210 m и изцяло е покрит с мощен ледников щит.
Островът е открит или в края на 1819 или в началото на 1820 г. от американски ловци на тюлени и впоследствие е наименуван Сноу (snow – сняг) поради постоянната си ледена и снежна покривка. На 29 януари 1821 г. островът е вторично открит от руската околосветска експедиция възглавявана от Фадей Белингсхаузен и е наименуван Малък Ярославец.

## Карти
- Л. Иванов. Антарктика: Остров Ливингстън и острови Гринуич, Робърт, Сноу и Смит. Топографска карта в мащаб 1:120000. Троян: Фондация Манфред Вьорнер, 2009. ISBN 978-954-92032-4-0
- Antarctic Digital Database (ADD). Scale 1:250000 topographic map of Antarctica. Scientific Committee on Antarctic Research (SCAR). Since 1993, regularly upgraded and updated.